# Титаренко, Татьяна Михайловна
Татьяна Михайловна Титаренко (укр. Тетяна Михайлівна Титаренко) — украинский психолог, доктор психологических наук, профессор, академик Национальной академии педагогических наук Украины, заслуженный работник образования Украины, лауреат Государственной премии Украины в области науки и техники (2019).

## Биография
Татьяна Михайловна Титаренко родилась 29 декабря 1950 года в городе Александрия Кировоградской области. В 1973 году окончила Киевский национальный университет имени Тараса Шевченко (философский факультет, отделение психологии, 1973 г.); в 1979 году — аспирантуру Института психологии им. Г. С. Костюка НАПН Украины.

### Профессиональная деятельность
В 1974—1975 годах работала инженером лаборатории экспертиз Украинского филиала Всесоюзного института технической эстетики.
В 1975—1996 годах работала в Институте психологии им. Г. С. Костюка АПН Украины: с 1975 года— младшим научным сотрудником лаборатории психофизиологии; с 1979 года — младшим научным сотрудником лаборатории психологии дошкольников; с 1982 года — старшим научным сотрудником лаборатории психологии трудновоспитуемых подростков; с 1987 год — заведующим лаборатории теории и методологии; с 1989 года — ведущим научным сотрудником лаборатории методологии; с 1993 года — заведующим центра психологии личностных дисгармоний; с 1994 года — заведующим лаборатории психологии реабилитации.
С 1997 по 2018 год — заведующая лаборатории социальной психологии личности Института социальной и политической психологии НАПН Украины. С января 2019 года по настоящее время — главный научный сотрудник и руководитель фундаментальных научных исследований данной лаборатории.
Действительный член (академик) НАПН Украины (2019), член-корреспондент НАПН Украины (с 2006 по 2019), доктор психологических наук (1994), профессор (2002). Тема кандидатской диссертации: «Функции эмоций в нравственном развитии дошкольника» (1980). Тема докторской диссертации «Жизненный мир личности: структурно-генетический подход» (1994).

## Научная деятельность
Приоритетные направления исследований: социально-психологические практики жизнеконструирования личности; постнеклассические подходы к построению личностью жизненного пути; способы моделирования и прогнозирования будущего; психология жизненного кризиса и возможности оказания психологической помощи при повседневной травматизации; психологическое здоровье и социально-психологическая реабилитация личности.
Т. М. Титаренко является автором теории личностного жизнеконструирования, значение которой заключается в разработке теоретико-методологических подходов к личности, основными модусами существования которой является идентифицирование, автономизация, диалогирование и практикование; проработка возможностей выбора, задающего горизонт прогноза и способствующего трансформации смыслов за счёт развертывания новых причинно-следственных рядов самоосуществления; изучении закономерностей функционирования жизненных притязаний как механизма самоосуществления личности и возможностей их оптимизации; определение факторов постановки жизненных задач и их ключевых характеристик, способствующих самоконституированию личности; разработка концептуальной модели влияния социально-психологических практик на личностное жизнеконструирование.
Под руководством Т. М. Титаренко защищено 19 кандидатских и 7 докторских диссертаций.
Т. М. Титаренко являлась председателем специализированного совета по защите докторских и кандидатских диссертаций в Институте социальной и политической психологии. Член редколлегий и председатель редакционного совета ряда научных изданий.
Т. М. Титаренко имеет свыше 500 научных работ, является автором 15 индивидуальных книг, научным редактором и соавтором 7 коллективных монографий, 5 учебных и практических пособий, 3 методических рекомендаций, свыше 80 разделов в учебниках и пособиях.

## Основные научные труды
Индивидуальные книги:
- Титаренко Т. М. Посттравматическое жизнесозидание: способы достижения психологического благополучия : монография / Татьяна Титаренко ; Национальная академия педагогических наук Украины, Институт социальной и политической психологии. — Кропивницкий : Імекс-ЛТД, 2020. — 160 c.(на украинском языке) ISBN 978-966-189-554-5
- Титаренко Т. М. Психологическое здоровье личности: средства самопомощи в условиях длительной травматизации : монография / Т. М. Титаренко ; Национальная академия педагогических наук Украины, Институт социальной и политической психологии. — Кропивницкий : Імекс-ЛТД, 2018. — 160 c. (на украинском языке) ISBN 978-966-189-457-9
- Титаренко Т. М. Испытание кризисом. Одиссея преодоления : [моногр.] / Т. М. Титаренко. — 2-е изд. — М. : Когито-центр, 2010. — 304 с. ISBN 978-5-89353-317-0
- Титаренко Т. М. Кризове психологічне консультування : програма навч. курсу / Т. М. Титаренко. — К. : Міленіум, 2009. — 64 с.
- Титаренко Т. М. Сучасна психологія особистості : [навч. посіб.] / Т. М. Титаренко. — К. : Марич, 2009. — 232 с. ISBN 978-966-8479-25-0
- Титаренко Т. М. Життєві кризи: технології консультування. У 2-х част. — К. : Главник, 2007. — Ч. 1. — 144 с. ISBN 966-8774-67-1
- Титаренко Т. М. Життєві кризи: технології консультування. У 2-х част. — К. : Главник, 2007. — Ч. 2. — 175 с. ISBN 966-8774-38-8
- Основи психології / за ред. О. В. Киричука, В. А. Роменця. — 6-е вид. — К. : Либідь, 2006. — 632 с. ISBN 966-06-0410-6
- Титаренко Т. М. Життєвий світ особистості: у межах і за межами буденності : [моногр.] / Т. М. Титаренко. — К. : Либідь, 2003. — 376 с. ISBN 996-06-0280-4
- Психология личности [Текст] : словарь-справочник / под ред. П. П. Горностая, Т. М. Титаренко. — К. : Рута, 2001. — 319 с. ISBN 966-7795-11-X
- Титаренко Т. М. Я — знакомый и неузнаваемый. — К. : Рад. школа, 1991. — 240 с. ISBN 5-330-01366-6
- Титаренко Т. М. Такие разные дети : [текст] / Татьяна Титаренко. – Изд. 2-е, испр. и доп. – Х., Белгород : КСД, 2016. – 320 с. – (Книжный клуб "Клуб семейного досуга"). ISBN 978-5-9910-3659-7
- Титаренко Т. М. Такие разные дети : [текст] / Т. М. Титаренко. — К. : Рад. шк., 1989. — 144 с. — (Библиотека для родителей). ISBN 5-330-00722-4

### Коллективные научные монографии (в соавторстве и под научной редакцией)
- Жизненный мир и психологическая безопасность человека в условиях общественных изменений. Реферативное описание работы / Н. Н. Слюсаревский, Л. А. Найдёнова, Т. М. Титаренко, В. А. Татенко, П. П. Горностай, О. Н. Кочубейник, Б. П. Лазоренко. — К. : Талком, 2020. — 318 с. (на украинском языке) ISBN 978-617-7832-61-3
- Психология жизнетворчества личности в современном мире : [моногр.] / Ю. Д. Гундертайло, В. А. Климчук, О. Я. Кляпец и др. ; под науч. ред. Т. М. Титаренко ; Национальная академия педагогических наук Украины, Институт социальной и политической психологии. — К. : Міленіум, 2016. — 320 c. (на украинском языке)
- Титаренко Т. М. Психологические практики конструирования жизни в условиях постмодерной социальности : [моногр.] / Т. М. Титаренко, О. Н. Кочубейник, Е. О. Черемных ; Национальная академия педагогических наук Украины, Институт социальной и политической психологии. — К. : Міленіум, 2014. — 206 с. (на украинском языке) ISBN 978-966-8063-61
- Как строить собственное будущее: жизненные задачи личности : [науч. моногр.] / [Т. М. Титаренко, Е. Г. Злобина, Л. А. Лепихова и др.]; под науч. ред. Т. М. Титаренко ; Национальная академия педагогических наук Украины, Институт социальной и политической психологии. — Кировоград : Імекс-ЛТД, 2012. — 512 c. (на украинском языке) ISBN 978-966-189-136-3
- Жизненные притязания личности : [моногр.] / под ред. Титаренко Т. М. — К. : Педагогічна думка, 2007. — 456 с. (на украинском языке) ISBN 978-966-644-043-6
- Личностный выбор: психология отчаяния и надежды : [моногр.] / под ред. Т. М. Титаренко. — К. : Міленіум, 2005. — 336 с. (на украинском языке) ISBN 9668063912
- Психология жизненного кризиса : [науч. моногр.] / отв. ред. Т. М. Титаренко. — К. : Агропромвидав України, 1998. — 348 с. (на украинском языке) ISBN 966-558-014-0

### Методические рекомендации (в соавторстве и под научной редакцией)
- Способы повышения социально-адаптивных возможностей человека в условиях переживания последствий травматических событий : методические рекомендации / Национальная академия педагогических наук Украины, Институт социальной и политической психологии; под науч. ред. Т. М. Титаренко. — Кропивницкий : Імекс-ЛТД, 2017. — 80 c. (на украинском языке) ISBN 978-966-189-428-9
- Социально-психологическая профилактика нарушений адаптации молодежи к повседневному стрессу : методические рекомендации / Национальная академия педагогических наук Украины, Институт социальной и политической психологии; под науч. ред. Т. М. Титаренко. — К. : Міленіум, 2010. — 84 с. (на украинском языке) ISBN 978-966-8063-90-10
- Титаренко Т. М., Лепихова Л. А., Кляпец О. Я. Формирование у молодежи установок на здоровый образ жизни : методические рекомендации. — К. : Міленіум, 2006. — 124 с. (на украинском языке) ISBN

Аудиозаписи докладов в свободном онлайн-доступе:
- Титаренко Т. М. Навигация личности в травматических жизненных обстоятельствах: ландшафты жизнетворчества (27.04.2023, на украинском языке).
- Титаренко Т. М., Дворник М. С., соавторы. Как восстановиться после травматических событий : презентация пособия (24.10.2019, на украинском языке).
- Титаренко Т. М. Технологии восстановления психологического здоровья личности в условиях войны: комплексный подход (26.02.2019, на украинском языке).
- Титаренко Т. М. Личность перед вызовами войны: психологические последствия травматизации (12.10.2017, на украинском языке).
- Титаренко Т. М. Испытание кризисом. Одиссея преодоления (27.03.2017, на украинском языке).

## Награды
- Орден княгини Ольги:
  - II степени (4 октября 2015) — за значительный личный вклад в развитие национального образования, подготовку квалифицированных специалистов, многолетнюю плодотворную педагогическую деятельность и высокий профессионализм[3];
  - III степени (20 мая 2011) — за весомый личный вклад в развитие отечественной науки, укрепление научно-технического потенциала Украины, многолетний плодотворный труд[4];
- Заслуженный работник образования Украины (28 декабря 2000) — за весомые достижения в профессиональной деятельности, многолетний добросовестный труд[5];
- Почётная грамота Верховной Рады Украины;
- Почётная грамота Министерства образования и науки Украины;
- Нагрудный знак «Отличник народного образования»;
- Нагрудный знак «За научные достижения»;
- Почетный знак НАПН Украины «Ушинский К. Д.»;
- Медаль Г. Сковороды;
- Медаль «Владимир Роменец»;
- Премия имени Г. И. Челпанова.
- Государственная премия Украины в области науки и техники (2019)[6].